# 亞答港
亞答港（印尼語：Sedau；客家話：A-tap-kong）是印度尼西亞西加里曼丹省山口洋市南山口洋區下轄的一個社區，位於該市南部，東接學老𡎜社區、邦米朗社區，東北連西山口洋區巴士蘭社區、瓜拉社區，西臨納土納海，南與孟加影縣雙溪拉雅群島鎮二渡港村接壤。亞答港範圍包括幾個傳統地域例如：石角、高杯山、沙壟、芒屋、鹽町、利冷。

## 歷史
起初亞答港村是一個聚居地，直到現在這個聚居地何時成立還不得而知，於1936年才得到行政承認。約1967年在三發縣發生衝突時，亞答港村為華人的庇護所。據記錄於1971年在亞答港村發生至2米的大水災。

## 旅遊景點
- 長沙壩海灘
- 丹戎巴瑤海灘
- 思念天然風景區
- 鳥石海灘
- 免費海灘